# Пэкче
Пэкче́ (кор. 백제?, 百濟? [pɛk̚tɕ͈e]; 18 до н. э. (по легенде) — 660) — одно из Трёх древних корейских государств, наряду с Когурё и Силла.
Оно было основано вождём Онджо, по легенде сыном основателя Когурё, в районе современного Сеула. Пэкче начало главенствовать в племенном союзе Махан в течение периода Самхан. В IV веке, во время своего расцвета, контролировало большую часть западных территорий Корейского полуострова. В 660 году было завоёвано династией Тан и Силла стало частью Силла.

## История

### Легендарный период
В соответствии с «Самгук Саги» Пэкче было основано в 18 году до н. э. вождём Онджо, который привёл группу людей из Когурё в район реки Ханган, возле современного Сеула. Пэкче было объявлено преемником Пуё, корейского государства на территории современной Маньчжурии времён упадка государства Кочосон. Когурё, впрочем, также назвало себя наследником Пуё, после того, как завоевало его.
Согласно «Самгук Юса», вождь Онджо был сыном легендарного Джумона (Тонмёнсона), основателя Когурё. Юри, сын Чумона от брака в Пуё, переехал в Когурё и стал наследником. Сыновья Чумона от нового брака, Онджо и Пирю, понимая, что Юри станет преемником Джумона, ушли искать счастья на юг. В пути их сопровождала свита из десяти вассалов.
Онджо обосновался в Виресоне который по мнению доминирующему в Южной Корее современный Сеул, а согласно японскому описанию (для которых это государство было очень важно так как связано по женской линии с Императорской Династией Ямато) это либо Асан, либо городище в Йесан.
Следы истории государства Пэкче можно найти в китайских записях. Согласно китайской хронике Саньгочжи, в течение периода Самхан одно из племён племенного союза Махан на берегу Хангана называлось Пэкче (кор. 백제?, 百濟?).
В течение ранних веков корейской истории, иногда называемых эпохой ранних корейских государств, Пэкче постепенно усиливает своё влияние среди других Маханских племён.

### Расширение (234—475)
Во время правления первого исторически подтверждённого правителя Кои (234—286) Пэкче начало поглощать племена племенного союза Махан. Возникло государство на территории округа Дайфан Согласно японским хроникам Нихонсёки, Пэкче достигало границ конфедерации Кая на востоке, доходя до реки Нактонган. По китайским сведеньям он был женат на дочери Гунсунь Ду наместника Ляодуня.
Ван Кынчхого (346—375) расширил территорию на север, отвоевав часть государства Когурё, попутно аннексируя оставшиеся племена Махан на юге. В 345 году Пэкче впервые появляется в китайских хрониках в качестве ванства.
Во время правления Кынчхого территория Пэкче включала почти всю западную часть Корейского полуострова (исключая территорию будущей провинции Пхёнандо), а в 371 году Пэкче разгромило Когурё под Пхеньяном. Однако это не мешало торговым связям двух государств.
В Пэкче активно адаптировалась китайские культура и технологии. В 384 году официальной религией стал буддизм. Пэкче также стало могущественной морской державой, поддерживало связи с японскими правителями периода Ямато.
В 415 или в 417 году ван Чонджи (Пэкче) (кит. И Ин (餘映)) получил от императора Ань-ди почётные титулы: Шичицзе (使持節, Посланец с регалией Цзе), Главнокомандующий Пэкче (都督百濟諸軍事), Командующий умиротворитель Востока (鎮東將軍), Ван Пэкче (百濟王). Лю Сун У-ди в 420 году добавил ему титул Главнокомандующий умиротворитель Востока (鎮東大將軍). В 424 году к императору Лю Сун Шао-ди прибыл посол (по рангу 長史 — главный администратор) из Пэкче Чжан Вэй (張威) с подарками. В 425 Лю Сун Вэнь-ди отправил двух советников к вану с утешительным посланием. После этого между Лю Сун и Пэкче установились добрые отношения и ван каждай год присылал местные товары китайскому двору.
В 430 Ван Пию (余毗 Юй Пи) возобновил выплату дани Китаю и император разрешил ему наследовать титулы отца. В следующий раз он выплатил дань в 450.
В 454 на престол взошёл ван Кэро (慶, Цин). В 457 он испросил позволения наследовать чины предков, император позволил. В 458 Кэро попросил императора дать титулы лучшим командующим его государства: юсяньвану (右賢王) и ещё 11 другим за верное служение, император согласился и на это. В 471 ван вновь отправил подарки императору.
В 472 году было впервые отправлено посольство в Бэй Вэй к Сяо Вэнь-ди, которое передало письмо вана к императору. В письме, среди прочего, ван просил об альянсе против Когурё, упоминалось и о врагах императора из Бэй Янь, которых приютили когурёсцы, а также о том, что когурёсцы могли утопить вэйских послов. Ван даже послал седло найденное среди вещей, якобы, утопленных вэйских послов. Император ответил очень уклончиво: он признал, что Когурё ведёт себя не так как верный вассал, но всё же не так, как явный враг. Поэтому Пэкче пришлось забыть о союзе с Китаем  против Когурё.

### Унджинский период (475—538)
Ван Тонсон где-то между 483-493 испросил у императора У-ди титулов. Тот назначил вана: Главнокомандующим округа и верховным командующим Пэкче, Главнокомандующим восточного направления, ваном Пэкче. В 502 году уже новый император У-ди, династии Лян, что сменила Ци, добавил вану титул: Великий полководец восточного похода. Но Пэкче стало слабеть в соперничестве с Когурё.
Большая часть карт Кореи периода Трёх государств изображают Пэкче занимающим будущие провинции Чхунчхондо и Чолладо.
В 521 ван Мурён объявил императору Китая, что после нескольких побед над Когурё они заключили мир и Пэкче вновь великая держава. Он вернул себе титулы, которые носили его предки. Его сын Сон унаследовал их с некоторыми изъятиями.

### Период Саби (538—660)
В 538 году ван Сон перенёс столицу в город Саби (теперь уезд Пуё) и занялся усилением военной мощи государства. С этого времени официальным названием страны стало Намбуё («Южное Пуё»), в честь государства Пуё, от которого берёт своё начало Пэкче. Период Саби был ознаменован расцветом культуры и расширением влияния буддизма.
В 534 и 541 отправляли подарки императору Китая. Китайцы отметили, что на этот раз среди даров была книга «Нирвана» (涅盤) и другие буддийские книги, а также Маоши (Шицзин с комментариями Мао Хэна) и проиеч, а также произведения различных мастеров и живописцев.
В 581 год Суй Вэнь-ди принял посольство из Пэкче. Вану были пожалованы титулы, но в меньшем объёме по сравнению с прежними династиями. В 589 году суйский корабль принесло бурей к берегам Пэкче. Узнав о разгроме Чэнь и объединении Китая, ван распорядился снабдить команду корабля всем необходимым и отправить к императору послов с поздравлениями. Император очень обрадовался и разрешил вану не присылать посольства с данью.
В 598 году узнав о подготовке к войне между Суй и Когурё, ван отправил послов, предложивших услуги императору в качестве проводников. Император щедро наградил их и велел возвращаться. Узнав об этом, когурёсцы напали на пограничные земли. В 607 году ван снова предложил альянс против Когурё, но суйцы стали подозревать Пэкчэ в тайном союзе с Когурё и отказали послам.
Во время суйско-когурёской войны 611 года союз мог стать реальностью: пэкчейский Кук Чимо передал императору о готовности вана Му напасть на Когурё с тыла и китайский посол Си Люй был направлен к вану для решения этого вопроса. В следующем году, в разгар войны ван вывел свои войска на границу Когурё, но на самом деле медлил и ждал исхода. Вскоре ван затеял войну с Силлой.
Сон укреплял связи с Китаем и Японией. Географическое положение Саби на судоходной реке Кымган способствовало этому и в течение VI и VII веков торговые и дипломатические отношения с западным китайским соседом, а также с японским государством Ямато процветали. Отношения же с Силлой, напротив, становились всё менее дружественными.
В VII веке, с ростом влияния Силлы в южной и центральной частях корейского полуострова, Пэкче стало терять свою силу.
В 660 году Пэкче было втянуто в Когурёско-Танскую войну на стороне Когурё. Против Пэкче высадилось прибывшее по Жёлтому морю 130-тысячное китайское войско Су Динфана, который должен был соединиться с силласкими войсками Ким Юсина. Су Динфан высадился на острове Токмуль, а затем стал продвигаться к Пэккану по воде, а 50-тысячное войско Силла продвигалось к перевалу Танхёну по суше. В сражении при Хвансанболе силласцы разбили 5-тысячный отряд армии Пэкче и двинулись к столице. В этот же день в сражении в устье реки Унджин главные силы пэкческой армии были разбиты Су Динфаном. Пользуясь приливом на реке, он двинулся по воде к столице Пэкче — городу Сабисон. В бою у столицы пэкчесцы были разбиты ещё раз и потеряли 10 000 человек. Ыйчжа-ван бежал из Сабисона. Брат вана Тхэ захватил власть и стал оборонять столицу. Видя безнадёжность положения, он открыл ворота. Узнав о поражении, ван сдался и отдал в заложники наследника Хё и аристократов 88 человек, простолюдинов 12 807.
В покорённом Пэкче китайцы учредили 5 дудуфу: сюньцзинь (熊津, унджин), махань (馬韓, махан), дунмин (東明, тонмён), цзинлянь (金漣, кымён), дэань (德安, токан). Всего 760 000 дворов. Комендантом столицы стал Лю Жэньюань (劉仁願), а сюаньцзинь дудуфу и фактическим наместником Ван Вэньду (王文度), который вскоре умер. Пленников помиловали, вану разрешили дожить отстранённым от власти.
Племянник вана, генерал Поксин и монах (буддийский) Точхим восстали и укрепились в крепости Чурю, они приняли принца Пуё Пхуна, который скрывался в Японии. Восставшие быстро захватили весь северо-запад государства и осадили Лю Жэньюаня в столице. На помощь столице был отправлен танский генерал Лю Жэньгуй. В начале 661 года войска Поксина дали бой Жэньгую и союзным силласцам. Частокол пэкчесцев был прорван, китайцы и силласцы прижали пэкчесцев к реке и убили их больше 10 000 человек. Поксин снял осаду и отступил в крепость Имджон. Силласцы отступили для пополнения припасов. Небольшая китайская армия оказалась блокирована в столице возросшими армиями пэкчесцев, которые набирали добровольцев по всей стране, рассказывая людям о грядущем истреблении всех пэкчесцев. Силлаский Ким Хым пытался пробиться к столице, но Поксин разбил его на границе. Вскоре Поксин убил Точхима и отстранил номинального вана Пхуна от власти.
Летом 662 года Жэньюань разбил войска Поксина на востоке от крепости Унджин и отбил многие крепости. Поксин укрепился в Чинхёне. Ночью китайцы вскарабкались на стены и, соединясь с силласцами, убили 800 человек. Сообщение китайских войск с Силлой было восстановлено. Император отправил 7000 войск во главе с Сунь Жэньши (孫仁師), который высадился на острове Токчокто летом 663 года. Пуё Пхун смог убить Поксина и захватить власть, он обратился за помощью к Японии и Когурё. В битве при реке Пэккан встретились Танско-Силлаские и Пэкческо-Японские войска. Лю Жэньгуй в четырёх приступах сжёг 400 судов. После битвы Пуё Пхун исчез (возможно бежал в Когурё), его сыновья и японцы сдались, был захвачен драгоценный ванский меч. Чисусин заперся в крепости Имджон с непримиримыми. Восставшие получили поддержку в лице Хычхи Санджи, который собрал 30 000 войск и разбил Су Динфана. Восставшие вернули себе 200 крепостей. Жэньгуй приказал не трогать восставших. Вскоре Чисусин бежал в Когурё, а другие сдались. Лю Жэньгуй принялся за восстановление хозяйства страны. Пуё Юна назначили унджинским дудуфу, с тем чтобы воспрепятствовать агрессии силласцев.
В 665 году Пуё Юн (фактически Лю Жэньгуй) заключил «вечный мир» с ваном Силла Мунму; они составили договор на золотой и железной пластине в Храме Предков Силла. После ухода китайских войск Пуё Юн, опасаясь подданных и силласцев, бежал со своими сторонниками в Чанъань. В 677 году Юн был отправлен в Синсон, где он жил и умер под защитой китайских войск. Земли Пэкче отошли к Силле.

## Политическая структура
Установление центральной государственной власти в Пэкче произошло во время правления вана Кои, который одним из первых установил закон престолонаследия, аналогичный салическому. Правящая династия называется Ораха (어라하). Как и в большинстве монархий, большая часть власти была сосредоточена в руках аристократии. Ван Сон пытался усилить власть, однако после его смерти в военной кампании против Силлы элита отобрала большую часть власти у его сына.
Помимо столицы было пять областей: средняя с центром в городе Гуша (古沙城), восточная — Дэань (得安), Южная — Цзючжися (久知下), западная — даосянь (刀先), северная — Сюньцзинь (熊津). Военными делами в каждой области ведают тальсоли (по одному на область) и их помощники. В каждой области по 10 округов (郡). В каждом округе по 3 токсоля, они готовят 700—1200 человек войска.
Кланы Хэ и Чин были наиболее влиятельными в период становления Пэкче. Клан Хэ, возможно, был правящим кланом до того, как их вытеснил клан Пуё. «Великие восемь семей» (대성팔족, 大姓八族, Дэсонпальджок): Са, Йон, Хёп, Хэ, Чин, Кук, Мок и Пэк, имели большую власть в эпоху Саби, о чём гласят китайские хроники, например, Тундянь.
- Клан Джин (眞氏) — произвели королев Пэкче[уточнить].
- Клан Хэ (解氏) — произвели королев Пэкче.
- Клан Мок (木氏)
- Клан Пэк (苩氏)
- Клан Гук (國氏)
- Клан Хёп (劦氏)
- Клан Ён (燕氏)
- Клан Са (沙氏)

После реформы 260 года придворные были шестнадцати рангов, шесть представителей самого старшего ранга формировали правящий исполнительный орган, глава которого избирался сроком на три года. Первым Нэсин Чвапхёном стал Усу — младший брат вана Кои.
| Ранг | Название | Различия                                                   | Количество | Полномочии |
| ---- | --- | ---------------------------------------------------------- | ---------- | --- |
| I    | Чавапхёны: Нэсин Чвапхён: повеления и приёмы вана. Нэду Чвапхён: казна и кладовые. Нэбоп Чвапхён: обряды и церемонии. Виа Чвапхён: начальник гвардии. Чоджон Чвапхён: главный судья. Пёгван Чвапхён: управляющий провинциальными военными делами. | Одежда бордового цвета. Головной убор с серебряным цветком | 6          | политические, административные и военные начальники                                                                           |
| II   | Тальсоль | То же                                                      | 30         | политические, административные и военные начальники. Главы пяти областей.                                                     |
| III  | Ынсоль | То же                                                      |            | политические, административные и военные начальники на местах                                                                 |
| IV   | Токсоль | То же                                                      |            | политические, административные и военные начальники на местах. Главы округов. Заведуют малыми городами и сельскими областями. |
| V    | Хансоль | То же                                                      |            | политические, административные и военные начальники на местах                                                                 |
| VI   | Насоль | То же                                                      |            | политические, административные и военные начальники на местах                                                                 |
| VII  | Чандок | Малиновая одежда, бордовый пояс                            |            | главы ведомств |
| VIII | Сидок | Малиновая одежда, тёмный пояс                              |            | главы ведомств |
| IX   | Кодок | Малиновая одежда, красный пояс                             |            | главы ведомств |
| X    | Кедок | Малиновая одежда, зелёный пояс                             |            | главы ведомств |
| XI   | Тэдок | Малиновая одежда, жёлтый пояс                              |            | главы ведомств |
| XII  | Мундок | Синяя одежда, жёлтый пояс                                  |            | военачальники разного уровня                                                                                                  |
| XIII | Мудок | Синяя одежда, белый пояс                                   |            | военачальники разного уровня                                                                                                  |
| XIV  | Чвагун | Синяя одежда, белый пояс                                   |            | военачальники разного уровня                                                                                                  |
| XV   | Чинму | Синяя одежда, белый пояс                                   |            | военачальники разного уровня                                                                                                  |
| XVI  | Кыкъу | Синяя одежда, белый пояс                                   |            | военачальники разного уровня                                                                                                  |

Чиновников меняют один раз в 3 года.
Администрация. Отделы внутренние: Главный дворцовый отдел (前內部), Хлебный дворцовый отдел (穀內部), Отдел дворцовых дел (內掠部), Отдел внешних дел (外掠部), Конный отдел (馬部), Отдел вооружений (刀部), Наградной отдел (功德部), Медицинский отдел (藥部), Лесной отдел (木部), Судебный отдел (法陪), Отдел Внутреннего Дворца (後宮部, гарем)。 Отделы внешние, находились не дворцового район: Военный (軍部), Воспитательный (司徒部), Общественных работ (司空部), Уголовный (司寇部), Народный (點口部), Гостевой (客部), Приёма иностранцев (外舍部), Щёлковый (綢部), Царских астрологов (日官部), Торговый (市部).
Наказания: бунт, дезертирство и убийство караются обезглавливанием. Вор возвращает двойную цену. Жена, уличённая в измене, становится рабыней мужа.
Столица делится на пять районов (кроме дворца): верхний, передний, средний, нижний, задний. В каждом районе по 5 улиц. Там живут служащие и простолюдины. Каждый район содержит 500 человек солдат.
Согласно записям «Самгук юса», в течение периода Саби главный министр (чэсан) Пэкче избирался оригинальным способом. Листки с именами нескольких кандидатов клались под камень (Чхонджондэ) возле храма Хоамса. По прошествии нескольких дней камень переворачивали и побеждал кандидат, на имени которого обнаруживали определённой формы знак. Было ли это случайным выбором или посвящённые таким образом продвигали своих людей, неясно до сих пор.
В государстве, помимо столицы, было 22 города яньлу, которыми правили родственники вана.

## География
На востоке граничит с Силлой и Когурё. С востока на запад: 450 ли, с юга на север около 900 ли.
Почвы влажные, климат тёплый. Растут большие каштаны, рис, просо, ячмень, пшеница, бобы, разные фрукты, овощи и зелень. Производят вино и сладкое вино.
На юге от Пэкче находится зависимый остров, до которого путь три месяца. Там много обычных и водяных оленей. Называется Даньмоуло (耽牟羅) — Царство Тамна на острове Чеджудо. Есть три острова, где растут деревья, из которых добывают жёлтый лак. Летом собирают сок и делают лак цветом как золото. Им красили роскошные доспехи.

## Население
Кроме собственно пэкчейцев, проживали силлцы, когурёсцы, японцы и китайцы. Одежда и еда как в Когурё. Живут, большей частью, в холмах. Есть упоминания о 15 населённых островках на юго-запад от столицы.

## Военное дело
Имеют луки и стрелы, дао, копьё с широким наконечником (槊). Обычно сражаются как конные лучники.

## Налоги
Вносятся полотном, шёлком-сырцом и тонкой шёлковой тканью, пенькой и рисом. Рис вносят смотря по урожаю, больше или меньше.

## Язык и культура
Пэкче было основано эмигрантами из Когурё, которые говорили на языках Пуё, гипотетической группе языков государств Кочосон, Пуё, Когурё, Пэкче и древнеяпонского языка. Народы Самхан, вероятно, также говорили на подобном диалекте. Китайцы отмечали близость языка Пэкче и Когурё.
В культуре Пэкче обнаруживается сильное китайское влияние. Любят изучать древние книги, много хороших писателей и учёных и чиновников. Знают медицину, гадания по панцирям черепах и тысячелистнику, физогномику, имеют календари. Ведают Инь и ян и У-син. При этом даосов в стране нет. Каждый сезон (весной, летом, осень, зимой) ван приносит жертву небу духам пяти древних императоров. После смерти вана Кои его также причислили к богам и построили ему храм в столице. Ему также приносят жертвы четырежды в год.
Очень сильны позиции буддизма. Отмечены монахи и монахини. Строят пагоды. Знаменитая «улыбка Пэкче», которую находят на многих буддистских скульптурах, является типичным образчиком искусства времён Пэкче. Кроме того, сильно был распространён даосизм и другие аспекты китайского влияния. В государство в 541 году были посланы на работу мастера династии Лян, что также сказалось на усилении китайского влияния в период Саби.
Могила вана Мурёна (501—523), несмотря на то, что собрана из китайского кирпича и включает множество артефактов китайской культуры, также содержит некоторые уникальные предметы, характерные только для Пэкче, например, искусно обработанные золотые диадемы и серьги. Эта могила относится к унджинскому периоду истории государства. Похоронные традиции вообще являются оригинальными в Пэкче.
Культуру Пэкче отличали интересные гончарные формы, оригинальный дизайн черепичных крыш в форме лотоса, искусство каллиграфии. Внешний вид сохранившихся скульптур и пагод говорит о сильном распространении буддизма. Одним из прекрасных образцов культуры Пэкче является бронзовая курильница ладана (백제금동대향로), найденная археологами в древнем буддистском храме в Нынсанни, уезд Пуё.
О музыке Пэкче известно немного, однако известно, что музыканты в VII веке гастролировали по Китаю, что говорит о высоком развитии этого вида искусства. Имели инструменты: сигнальный барабан и рожок, Арфа-Конхоу (箜篌), Аджэн, свирель Юй (竽), флейты чи и ди (篪笛).
Китайцы отмечали, что жители Пэкче высоки ростом и носят опрятную и чистую (или белую) одежду. Пурпурный и малиновый цвета не могут носить простолюдины. Многие имеют татуировки, в чём близки японцам. При посещении храмов и дворца втыкают в шляпу по перу с каждой стороны. При поклонах стараются достать обеими руками земли. Замужние женщины не пользуются белилами и краской для бровей. Девушки носят косу сзади, выйдя замуж, делают две косы и укладывают их на голове. Рукава у традиционных халатов длиннее китайских.
Одежда вана: пурпурный халат с широкими рукавами, тёмные парчовые шаровары, накрашенный кожаный пояс, чёрные кожаные туфли, шапочка-корона из чёрного сетчатого шёлка.
Одежда чиновников: тёмно-красная, украшенная серебряными цветами.
Любят играть: метание стрел в вазу, чупу (樗蒲, древняя игра в кости), нунчжу (弄珠, игра с жемчугом), вошо (握槊, игра на фишках и костях), особенно шашки Ици (奕棋).
В китайской «Наньши» указано, что столицу в Пэкче называют гума (固麻), город без крепостной стены яньлу (簷魯). Много слов заимствовано из китайского языка: гуань — шляпа, рубашка — шань, штаны — кунь. Траур по родителям и мужу носят три года, по остальным родственникам только на время похорон.

## Международные связи

### Отношения с Китаем
В 372 году ван Кынчхого платил дань династии Цзинь, чьи территории были расположены в бассейне реки Янцзы. В 420 году, после падения Цзинь и воцарения династии Сун, Пэкче отправило туда послов для приобретения опыта в научной и культурной сфере.
В 472 году Пэкче впервые отправляет дипломатическую миссию в Северную Вэй, прося военной помощи для атак на Когурё. Ваны Мурён и Сон также имели дипломатические контакты с Лян и получили от неё аристократические титулы.
В 621 году ван Му установил отношения с Тан и прислал корейских пони квахама. В 624 году Тан официально признало статус Пэкче. В 627 году император Ли Шиминь призвал к миру Пэкче и Силла. Несмотря на внешнюю покорность, ваны продолжали воевать.
В 642 году ван Ыйджа начал войну с Силла и взял 40 крепостей, в том числе Миху (Михусон). Генерал Юнчхун с 10 000 воинов осадил крепость Тэя (Хёпчхон). Он казнил сдавшегося коменданта Пхумсока и его семью, захватил 10 000 человек. В 644 году император призвал ванов заключить мир. Пока Тан занималось войной с Когурё, Пэкче и Силла продолжили взаимные нападения.

### Отношения с Японией
В целях противостояния военному давлению со стороны Когурё и Силла, а также для укрепления и развития торговых связей, Пэкче наладило близкие отношения с японским государством Ва (Ямато).
Между двумя странами существовал налаженный культурный обмен: в Пэкче для обучения приезжали японские мистики, а мистики, архитекторы и ремесленники Пэкче распространяли свои знания в Японии. Иммигранты из Пэкче помогали распространять китайскую письменность и буддизм. Что вылилось в религиозную войну между кланами Сога и Мононобе и краху Ямато. Что привело в итоге к созданию Нихона.
Согласно Сёку Нихони, последняя Принцесса Пэкче Такано но Ниигаса (高野新笠, ?-790), мать японского императора Камму, вместе со двором эммигировала в Ямато.
После падения Пэкче в 663 году Япония послала Абэ но Хирафу с войском для того, чтобы отвоевать государство. Однако японские войска потерпели поражение в битве при Хакусукиноэ.
Младший брат Пуё Пуна, Сонгван (善光 или 禅広 Дзэнко), поступил на придворную службу в Японию и получил от японского императора фамильное имя Кудара но Коникиси (яп. 百濟王).

## Позднее Пэкче
После распада Силла на его территории на короткое время возникли несколько государств, известных как Поздние Три корейских государства. В 892 году воевода Кён Хвон основал Хупэкче («Позднее Пэкче»), со столицей в Вансане (современный Чонджу). Хупэкче было завоёвано в 936 году Императором Тхэджо (Корё).
Артефакты Пэкче в современной Южной Корее часто является символами административных регионов. К примеру, курильница ладана является символом уезда Пуё, а буддистская каменная скульптура, известная как Сосанский Маэсамджонбульсан, является символом города Сосан.